# 篠野中道
篠野 中道（ささの なかみち、1948年3月17日 - ）は、日本の実業家。

## 来歴
京都府出身。駒澤大学卒業。1974年に日本レスコを設立。1977年、転送電話機チェスコムを開発。1981年新設のチェスコムの社長に就任。24時間の電話業務代行サービス「ベルシステム24」などを打ち出した。1985年、経済界大賞の青年経営者賞を受賞。
著書に「チェスコム電話革命の着想 - 100兆円市場の攻略法」。

## 受賞
- 1985年　第10回経済界大賞 青年経営者賞

## 著書
- 「国立国会図書館」を参照

### 論文
- CiNii

## 関連書籍
- 角間隆 著「ドキュメント起業家」1986年8月 エムジ-出版（ニッチ(すき間)の発見 - 情報化社会に風穴をあけた篠野中道）[6]
- 「Today & tomorrow series ギブ・アンド・ギブの時代 = 個性豊かなリーダーが語る経営の指針」1991年1月 JDC（アイデアの世界 - チェスコム 篠野中道）
- 大下英治 著「ゼロから出発した男たち」1992年1月 PHP研究所（1兆円の電話革命 - チェスコム社長・篠野中道）[7]